# 布朗斯冰川
68°56′S 78°0′E / 68.933°S 78.000°E
布朗斯冰川（英語：Browns Glacier）是南極洲的冰川，處於凱奧斯冰川以北7公里，最終注入蘭維克灣北端，該冰川由挪威製圖師根據探險隊繪入地圖，以美國海軍的上尉命名。